# 서울디지털국가산업단지

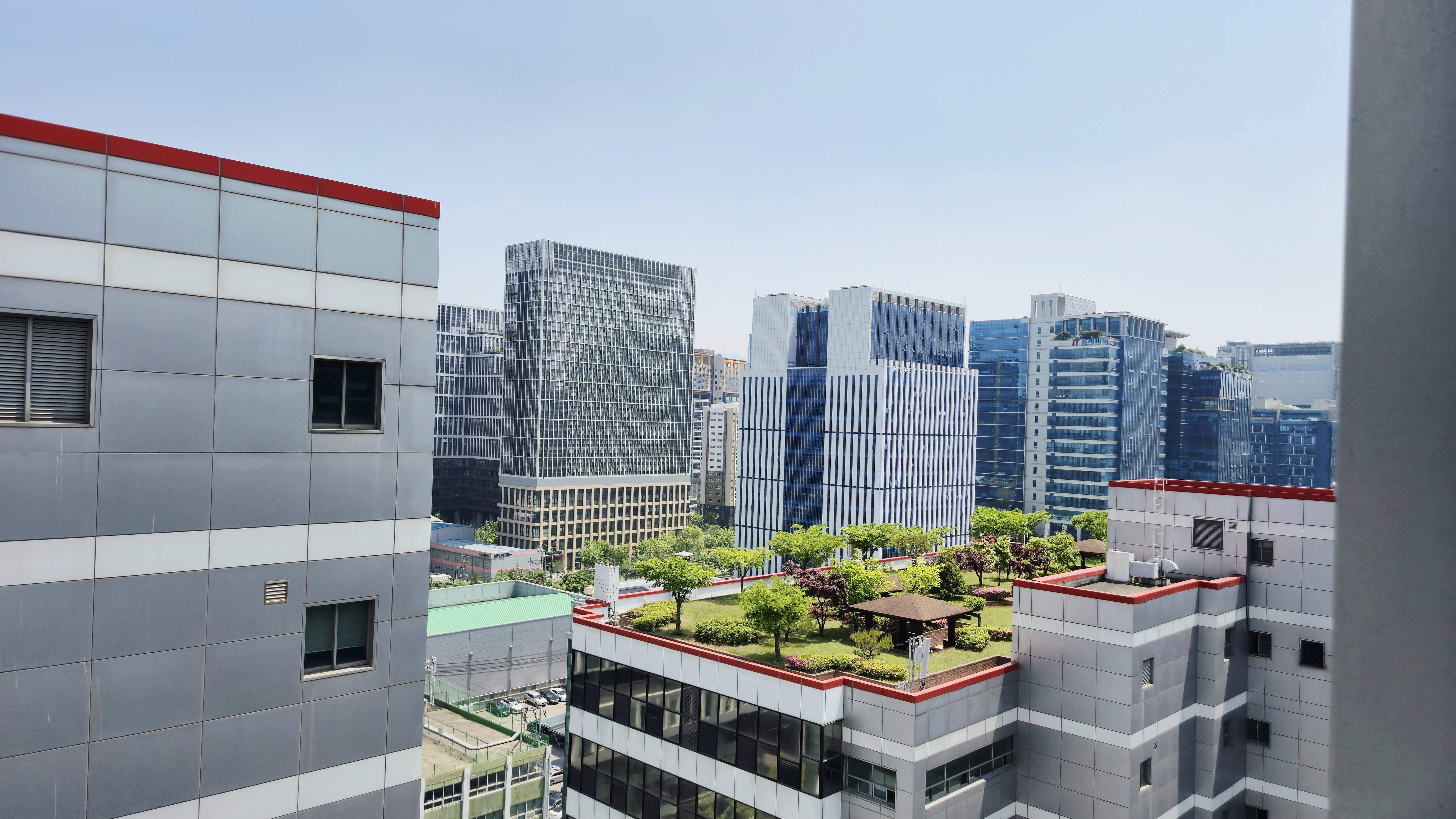
서울디지털국가산업단지 3단지 풍경(SK트윈타워 측면, IT프리미아 등)

서울디지털국가산업단지는 서울특별시 구로구와 금천구에 있는 국가산업단지이다. 1964년부터 1974년까지 10여년에 걸쳐 수출산업공단으로 조성되었으며 조성 당시에는 구로공단으로 불렸다. 2000년대에 들어 산업구조가 바뀌면서 첨단산업의 입주가 늘어나게 되자 지금의 이름으로 명칭을 변경하였다. 구로구에 속한 부분은 구로디지털단지로, 금천구에 속한 부분은 가산디지털단지로도 불린다. 근처에 2호선 구로디지털단지역이 있다.

## 개요
1964년 5월 20일 사단법인 한국수출산업공단(현:한국산업단지공단)이 설립되어 본격적인 수출산업공단의 조성이 시작되었다. 서울특별시 구로구에 수출산업공단 제1단지를 세웠으며 이후 구로공단이라 불리게 되었다.
조성 당시 총 면적은 약 1,982,000 m²였으며 이 가운데 산업시설 면적은 1,500,000 m²였다. 2008년 9월말 조사 결과에 따르면 구로디지털단지에는 8,416개 회사가 입주하여 있으며 이 중 6,672개 회사가 가동되고 있다. 이에 소속된 노동자는 총 107,113명에 달한다.

## 역사
구로공단은 대한민국의 중요 산업단지로서 1960년대부터 수출산업단지로 조성되기 시작해 1970년대 후반에는 약 11만명이 이곳에 종사하고 있었다. 1980년대부터는 재벌들이 주도하는 중공업 산업단지로 변경되었고, 1985년에는 당시 열악한 노동 조건으로 인해 구로동맹파업이 일어나기도 하였다.
한편,  산업구조가 변화하자 입주해 있던 기업들이 하나 둘씩 줄어갔다. 1995년에는 구로공단의 노동자 수가 총 42,000명까지 줄어들었다. 2000년대에 들어 정부 주도로 IT 첨단 산업 단지로 육성하기 시작하면서 이름도 서울디지털산업단지로 변경되었다. 이때 구로동맹파업의 시발점인 대우어패럴 자리에는 오렌지아울렛, 효성물산 등 패션타운이 조성되었고, 갑을전자가 있던 자리에는 대륭테크노타워 8차와 같은 아파트형 공장이 세워지고, 서울특별시가 지원하는 각종 혜택으로 인해 제조업, 정보기술업, 물류업 등 중소기업의 아파트형 공장들도 세워진다. 현재 1단지에는 대부분이 고층 건물로 채워지고 2, 3단지도 전체 면적의 절반 이상이 초고층 아파트형 공장이 세워져있다.
이로 인해, 노동자들이 주로 종사하는 산업도 제조업에서 출판이나, 영상, 방송통신, 정보서비스업으로 변해갔지만, 한겨레 신문에 따르면 옛날과 다를바 없이, 여전히 비정규, 저임금, 장시간 노동에 시달리고 있다고 보도했다. 서울특별시 남부 지역 노동자권리찾기 사업단 노동자의 미래의 김성윤 사무처장은 "제조업 생산직 노동자들은 점심시간에는 아예 건물 밖에서 찾아보기 힘들다"며 "자업과 식사 등을 모두 건물 안에서 해결해 햇빛 보기 힘든 노동자들이 대부분"이라 증언했다.
특히 IMF 사태 이후 테헤란로 등에 몰려있던 밴처들이 땅값의 급등으로 인해 구로 등으로 모이게 됐다.

## 통계
| 구로디지털산업단지 입주회사 및 노동 현황 |         |        |          |          |          |        |      |       |          |          |      |        |
| 구분                                     | 계      | 음식료 | 섬유의복 | 목재종이 | 석유화학 | 비금속 | 철강 | 기계  | 전기전자 | 운송장비 | 기타 | 비제조 |
| 가동업체(개사)                           | 6,672   | 16     | 219      | 167      | 98       | 12     | 8    | 290   | 1,242    | 18       | 58   | 4,544  |
| 근로자수(명)                             | 107,113 | 271    | 8,819    | 6,896    | 1,976    | 76     | 225  | 5,066 | 26,132   | 544      | 947  | 56,161 |

| 구로디지털산업단지 전체 노동자 주당 노동시간 분포 |           |           |           |           |             |
| 43시간 미만                                       | 44~47시간 | 48~51시간 | 52~55시간 | 56~59시간 | 60시간 이상 |
| 39.3%                                             | 18.3%     | 19.7%     | 6.0%      | 2.2%      | 14.5%       |

## 참고 자료
- 서울디지털국가산업단지 - 산업입지정보시스템